# Buddhadeb Bhattacharya

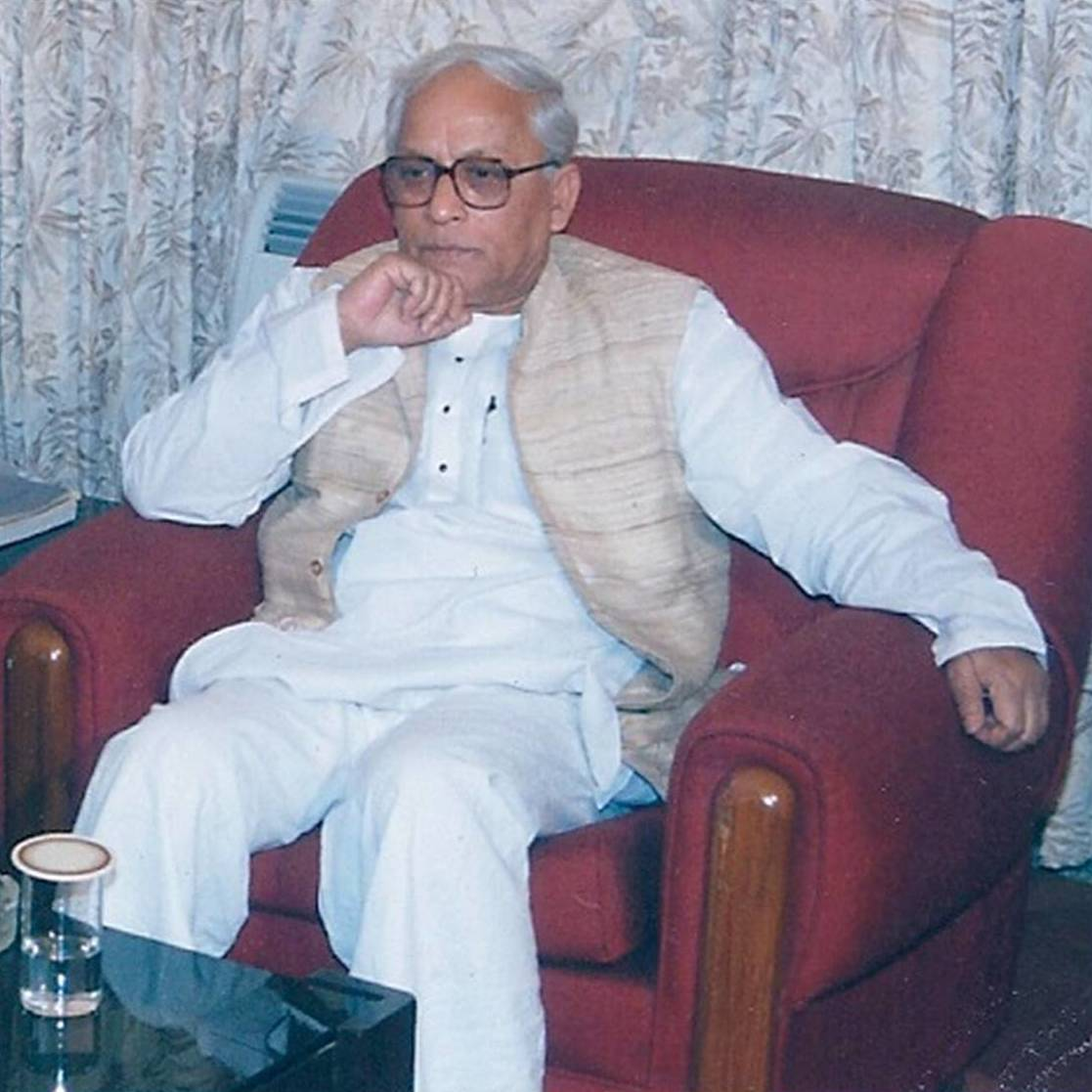
Buddhadeb Bhattacharya (2001)

Buddhadeb Bhattacharya (bengalisch: বুদ্ধদেব ভট্টাচার্য, Buddhadeb Bhaṭṭācārya; * 1. März 1944 in Kolkata; † 8. August 2024 ebenda) war ein Politiker der Communist Party of India (Marxist) (CPI(M)). Er war vom 6. November 2000 bis 2011 Chief Minister von Westbengalen. Er wurde 1985 Mitglied des Zentralkomitees und 2000 ins Politbüro seiner Partei gewählt.

## Politische Karriere
Bhattacharya studierte bengalische Literatur am Presidency College in Kolkata. Nach seinem Studienabschluss 1964 wurde er 1966 Mitglied der CPI(M) und wurde in der Jugendorganisation der Partei aktiv.
1977 wurde er erstmals (für seinen damaligen Wahlbezirk, den Stadtbezirk Kashipur in Kolkata) ins westbengalische Parlament gewählt und in der neuen Linksregierung unter der Führung von Jyoti Basu zum Informations- und Kulturminister ernannt. In der darauffolgenden Wahl verlor er sein Mandat in Kashipur und trat daraufhin 1987 in Jadavpur an. Sogleich wurde ihm wieder der Ministerposten zugeteilt.
In den 90er Jahren trat er, einigen Aspekten seiner Partei gegenüber kritisch geworden, zurück. Nach der Wahl 1996 wurde er erneut Informations- und Kulturminister und erhielt Teile des Innenressorts hinzu. Jyoti Basu stellte im Jahr 2000 nach fast 24 Jahren an der Regierungsspitze sein Amt zur Verfügung. Bhattacharya wurde sein Nachfolger. Er gilt als moderater, effizienter Politiker und konnte die verschiedenen Flügel seiner Partei hinter sich vereinigen.
Bhattacharyas Image als unkorrumpierbarer „Saubermann“ verhalf seiner Partei, trotz Stimmungshoch für den Trinamul Congress (TC) von Mamata Banerjee, zum sechsten Wahlsieg in Folge. In seiner Zeit als Regierungschef in Westbengalen steht er für eine reformierte Wirtschaftspolitik. Ausländische Investitionen und allgemein die Ansiedlung neuer Industrien wurden gefördert. Bestandteil dieser Industrialisierungspolitik war u. a. die geplante Errichtung des Autowerkes von Tata Motors in Singur zum Bau des „Tata Nano“. Die Ansiedlung scheiterte jedoch und Tata verlegte das Projekt nach Gujarat, da die rechte Oppositionspartei Trinamul Congress (TC) und die Communist Party of India (Maoist) zum Widerstand gegen die Ansiedlungen aufriefen und Teile der örtlichen Bevölkerung zu Gewaltaktionen aufwiegelten, die Maoisten übten auch militante Operationen dagegen aus.
Bhattacharyas Politik war innerhalb der kommunistischen Partei nicht unumstritten, u. a. wurde kritisiert, dass, beim Erwerb des erforderlichen Landes für die Industrialisierung, einige Kleinbauern benachteiligt worden seien. Bei den Parlamentswahlen im Jahr 2006 konnte die Regierungskoalition unter seiner Führung jedoch wieder Sitze hinzugewinnen und stellte fortan mehr als 75 Prozent der Abgeordneten.

## Persönliches
Bhattacharya verfasste auch Gedichte (Chena Phooler Gondho – „The Fragrance Of The Known Flowers“) und Texte für die Bühne, zudem übersetzte er Werke von Gabriel García Márquez und Wladimir Majakowski ins Bengalische. Er war ein Bewunderer der Lieder Rabindranath Thakurs (Rabindra sangit) sowie ein Cricketfan.
Er hatte mit seiner Frau Meera eine Tochter namens Suchetana.
Im August 2024 starb er im Alter von 80 Jahren.